# Reprezentacja Polski w biathlonie
Reprezentacja Polski w biathlonie – grupa biathlonistów reprezentująca Rzeczpospolitą Polską w sportowych imprezach międzynarodowych.

## Reprezentacja Polski
Sezon 2024-2025

### Kadra A Kobiet
- Daria Gembicka
- Joanna Jakieła
- Anna Mąka
- Natalia Sidorowicz
- Kamila Żuk

Trener: Tobias Torgersen

### Kadra A Mężczyzn
- Konrad Badacz
- Jan Guńka
- Wojciech Skorusa
- Fabian Suchodolski
- Marcin Zawół

Trener: Uroš Velepec
Źródło

## Osiągnięcia drużynowe

### Kobiety

#### Starty Polek w sztafetach naigrzyskach olimpijskich
| Miejsce | Dzień     | Rok  | Miejscowość           | Konkurencja           | Skład                                                                       | Strzelanie | Czas biegu | Strata   | Zwycięzca | Źr.    |
| ------- | --------- | ---- | --------------------- | --------------------- | --------------------------------------------------------------------------- | ---------- | ---------- | -------- | --------- | ------ |
| 14      | 14 lutego | 1992 | Albertville           | Sztafeta (3 × 7,5 km) | Agata Suszka Zofia Kiełpińska Halina Pitoń                                  | 1 3        | 1:24:07,5  | +8:11,9  | Francja   | [ 16 ] |
| 11      | 25 lutego | 1994 | Lillehammer           | Sztafeta (4 × 7,5 km) | Anna Stera Helena Mikołajczyk Agata Suszka Halina Pitoń                     | 2 2        | 1:59:18,1  | +11:58,6 | Rosja     | [ 18 ] |
| 13      | 19 lutego | 1998 | Nagano                | Sztafeta (4 × 7,5 km) | Agata Suszka Halina Pitoń Iwona Daniluk Anna Stera                          | 0+5 2+10   | 1:15:45,5  | +5:31,9  | Niemcy    | [ 21 ] |
| 7       | 23 lutego | 2006 | Cesana San Sicario    | Sztafeta (4 × 6 km)   | Krystyna Pałka Magdalena Gwizdoń Katarzyna Ponikwia Magdalena Grzywa        | 0+4 0+4    | 1:20:29,3  | +4:16,8  | Rosja     | [ 23 ] |
| 12      | 23 lutego | 2010 | Whistler Olympic Park | Sztafeta (4 × 6 km)   | Krystyna Pałka Magdalena Gwizdoń Weronika Nowakowska Agnieszka Cyl          | 0+5 1+7    | 1:12:54,3  | +3:18,8  | Rosja     | [ 25 ] |
| 9       | 21 lutego | 2014 | Soczi                 | Sztafeta (4 × 6 km)   | Krystyna Guzik Magdalena Gwizdoń Weronika Nowakowska Monika Hojnisz-Staręga | 4+5 0+3    | 1:12:34,4  | +2:31,9  | Ukraina   | [ 16 ] |
| 7       | 22 lutego | 2018 | Pyeongchang           | Sztafeta (4 × 6 km)   | Monika Hojnisz-Staręga Magdalena Gwizdoń Krystyna Guzik Weronika Nowakowska | 1+7 0+7    | 1:12:46,0  | +43,6    | Białoruś  | [ 16 ] |
| 14      | 16 lutego | 2022 | Pekin                 | Sztafeta (4 × 6 km)   | Monika Hojnisz-Staręga Kamila Żuk Kinga Zbylut Anna Mąka                    | 1+5 0+5    | 1:17:12.1  | +6:08,2  | Szwecja   | [ 29 ] |

#### Starty Polek w drużynach i sztafetach namistrzostwach świata
| Miejsce | Dzień     | Rok  | Miejscowość          | Konkurencja           | Skład                                                                           | Strzelanie | Czas biegu | Strata   | Zwycięzca | Źr.           |
| ------- | --------- | ---- | -------------------- | --------------------- | ------------------------------------------------------------------------------- | ---------- | ---------- | -------- | --------- | ------------- |
| 11      | 23 lutego | 1991 | Lahti                | Sztafeta (3 × 7,5 km) | Agata Suszka Krystyna Liberda Zofia Kiełpińska                                  | 0 9        | 1:37:22,2  | +12:27,9 | ZSRR      | [ 31 ] [ 32 ] |
| 10      | 21 lutego | 1991 | Lahti                | Drużyna (15 km)       | Zofia Kiełpińska Krystyna Liberda Agata Suszka Józefa Fatla                     | 02 43      | 1:10:05,5  | +10:56,4 | ZSRR      | [ 34 ] [ 32 ] |
| 3       | 9 lutego  | 1993 | Borowec              | Drużyna (15 km)       | Zofia Kiełpińska Krystyna Liberda Anna Stera Helena Mikołajczyk                 | 00 04      | 55:30,4    | 1:32,3   | Francja   | [ 36 ]        |
| 13      | 14 lutego | 1993 | Borowec              | Sztafeta (3 × 7,5 km) | Zofia Kiełpińska Krystyna Liberda Helena Mikołajczyk Sylwia Szelest             | 6 2        | 2:04:07,1  | +11:58,5 | Czechy    | [ 38 ]        |
| 15      | 19 lutego | 1995 | Anterselva           | Sztafeta (4 × 7,5 km) | Agata Suszka Anna Stera Halina Pitoń Halina Nowak                               | 1 3        | 1:46:14,9  | +9:09,9  | Niemcy    | [ 40 ]        |
| 11      | 6 lutego  | 1996 | Ruhpolding           | Drużyna (7,5 km)      | Agata Suszka Anna Stera Halina Pitoń Iwona Grzywa                               | 10 11      | 27:15,1    | +3:41,5  | Niemcy    | [ 42 ] [ 43 ] |
| 13      | 10 lutego | 1996 | Ruhpolding           | Sztafeta (4 × 7,5 km) | Agata Suszka Anna Stera Halina Pitoń Iwona Daniluk                              | 0 2        | 1:42:39,9  | +8:40,1  | Niemcy    | [ 45 ]        |
| 7       | 4 lutego  | 1997 | Osrblie              | Drużyna (7,5 km)      | Halina Guńka Anna Stera Halina Pitoń Agata Suszka                               | 10 12      | 23:37,5    | +1:35,7  | Norwegia  | [ 47 ]        |
| 14      | 8 lutego  | 1997 | Osrblie              | Sztafeta (4 × 7,5 km) | Agata Suszka Anna Stera Halina Pitoń Halina Guńka                               | 0 1        | 1:34:43,7  | +6:06,8  | Niemcy    | [ 49 ]        |
| 7       | 14 lutego | 1999 | Kontiolahti          | Sztafeta (4 × 7,5 km) | Agata Suszka Anna Stera Magdalena Gwizdoń Adrianna Babik                        | 0 0        | 1:40:08,9  | +3:12,9  | Niemcy    | [ 51 ]        |
| 12      | 25 lutego | 2000 | Holmenkollen         | Sztafeta (4 × 7,5 km) | Magdalena Gwizdoń Magdalena Grzywa Aldona Sobczyk Iwona Grzywa                  | 0+4 2+6    | 1:40:25,8  | +8:06,0  | Rosja     | [ 53 ]        |
| 15      | 10 lutego | 2001 | Chanty-Mansyjsk      | Sztafeta (4 × 7,5 km) | Magdalena Gwizdoń Beata Kiełtyka Anna Stera-Kustusz Magdalena Grzywa            | 0+4 0+11   | 1:38:33,9  | +9:31,1  | Rosja     | [ 55 ]        |
| 8       | 12 lutego | 2004 | Oberhof              | Sztafeta (4 × 6 km)   | Krystyna Pałka Magdalena Grzywa Magdalena Gwizdoń Katarzyna Ponikwia            | 0+2 0+2    | 1:20:02,3  | +3:20,2  | Norwegia  | [ 57 ]        |
| 12      | 11 marca  | 2005 | Hochfilzen           | Sztafeta (4 × 6 km)   | Krystyna Pałka Magdalena Nykiel Magdalena Gwizdoń Katarzyna Ponikwia            | 0+3 1+6    | 1:16:53,9  | +3:09,5  | Rosja     | [ 59 ]        |
| 10      | 11 lutego | 2007 | Anterselva           | Sztafeta (4 × 6 km)   | Krystyna Pałka Paulina Bobak Magdalena Gwizdoń Katarzyna Ponikwia               | 0+5 1+4    | 1:18:49,3  | +4:30,2  | Niemcy    | [ 61 ]        |
| 7       | 17 lutego | 2008 | Östersund            | Sztafeta (4 × 6 km)   | Krystyna Pałka Paulina Bobak Magdalena Gwizdoń Agnieszka Grzybek                | 0+6 0+2    | 1:12:25,0  | +2:15,4  | Niemcy    | [ 62 ]        |
| 6       | 21 lutego | 2009 | Pjongczang           | Sztafeta (4 × 6 km)   | Krystyna Pałka Magdalena Gwizdoń Weronika Nowakowska-Ziemniak Agnieszka Grzybek | 0+4 4+8    | 1:16:08,7  | +2:55,8  | Rosja     | [ 64 ]        |
| 9       | 13 marca  | 2011 | Chanty-Mansyjsk      | Sztafeta (4 × 6 km)   | Paulina Bobak Magdalena Gwizdoń Monika Hojnisz Agnieszka Cyl                    | 0+4 0+5    | 1:18:26,6  | +4:55,5  | Niemcy    | [ 66 ]        |
| 9       | 10 marca  | 2012 | Ruhpolding           | Sztafeta (4 × 6 km)   | Krystyna Pałka Weronika Nowakowska-Ziemniak Magdalena Gwizdoń Agnieszka Cyl     | 0+4 1+8    | 1:13:19,7  | +3:46,7  | Niemcy    | [ 68 ]        |
| 9       | 15 lutego | 2013 | Nové Město na Moravě | Sztafeta (4 × 6 km)   | Krystyna Pałka Magdalena Gwizdoń Monika Hojnisz Weronika Nowakowska-Ziemniak    | 1+7 0+6    | 1:10:31,3  | +2:20,3  | Norwegia  | [ 70 ]        |
| 12      | 13 marca  | 2015 | Kontiolahti          | Sztafeta (4 × 6 km)   | Monika Hojnisz Magdalena Gwizdoń Weronika Nowakowska-Ziemniak Krystyna Guzik    | 1+6 2+5    | 1:15:46,9  | +3:52,3  | Niemcy    | [ 72 ] [ 73 ] |
| 4       | 11 marca  | 2016 | Holmenkollen         | Sztafeta (4 × 6 km)   | Magdalena Gwizdoń Monika Hojnisz Weronika Nowakowska Krystyna Pałka             | 0+2 0+5    | 1:08:18,5  | +28,6    | Norwegia  | [ 75 ]        |
| 7       | 17 lutego | 2017 | Hochfilzen           | Sztafeta (4 × 6 km)   | Magdalena Gwizdoń Monika Hojnisz Kinga Zbylut Krystyna Guzik                    | 0+2 0+4    | 1:12:39,7  | +1:23,1  | Niemcy    | [ 77 ]        |
| 7       | 16 marca  | 2019 | Östersund            | Sztafeta (4 × 6 km)   | Kinga Zbylut Monika Hojnisz Magdalena Gwizdoń Kamila Żuk                        | 0+4 0+5    | 1:13:47,2  | +1:47,1  | Norwegia  | [ 79 ]        |
| 7       | 22 lutego | 2020 | Anterselva           | Sztafeta (4 × 6 km)   | Kinga Zbylut Monika Hojnisz-Staręga Kamila Żuk Magdalena Gwizdoń                | 0+2 0+4    | 1:07:56,0  | +50,3    | Norwegia  | [ 80 ]        |
| 6       | 20 lutego | 2021 | Pokljuka             | Sztafeta (4 × 6 km)   | Kinga Zbylut Monika Hojnisz-Staręga Kamila Żuk Anna Mąka                        | 0+2 0+4    | 1:11:31,1  | +52,1    | Norwegia  | [ 82 ]        |
| 9       | 18 lutego | 2023 | Oberhof              | Sztafeta (4 × 6 km)   | Anna Mąka Kamila Żuk Joanna Jakieła Natalia Sidorowicz                          | 0+7 0+9    | 1:19:28,6  | +4:48,9  | Włochy    | [ 84 ]        |
| 6       | 17 lutego | 2024 | Nové Město na Moravě | Sztafeta (4 × 6 km)   | Natalia Sidorowicz Kamila Cichoń Anna Mąka Joanna Jakieła                       | 0+1 0+2    | 1:17:15,4  | +2:14,6  | Francja   | [ 86 ]        |
| 9       | 22 lutego | 2025 | Lenzerheide          | Sztafeta (4 × 6 km)   | Natalia Sidorowicz Kamila Żuk Anna Mąka Joanna Jakieła                          | 1+8 0+6    | 1:10:52,0  | +3:25,5  | Francja   | [ 88 ]        |

#### Miejsca Polek w czołowej "8" w sztafetach wPucharze Świata
| Miejsce | Dzień       | Rok  | Miejscowość        | Konkurencja       | Skład                                                                           | Strzelanie | Czas biegu | Strata  | Zwycięzca | Źr.     |
| ------- | ----------- | ---- | ------------------ | ----------------- | ------------------------------------------------------------------------------- | ---------- | ---------- | ------- | --------- | ------- |
| 3       | 21 grudnia  | 2008 | Hochfilzen         | Sztafeta 4 × 6 km | Krystyna Pałka Magdalena Gwizdoń Weronika Nowakowska-Ziemniak Agnieszka Grzybek | 0+0 0+5    | 1:16:29,6  | +45,9   | Niemcy    | [ 91 ]  |
| 5       | 7 stycznia  | 2009 | Oberhof            | Sztafeta 4 × 6 km | Krystyna Pałka Magdalena Gwizdoń Weronika Nowakowska-Ziemniak Agnieszka Grzybek | 0+1 3+7    | 1:20:13,8  | +2:15,9 | Ukraina   | [ 93 ]  |
| 6       | 14 marca    | 2009 | Whistler           | Sztafeta 4 × 6 km | Krystyna Pałka Magdalena Gwizdoń Weronika Nowakowska-Ziemniak Agnieszka Grzybek | 0+6 0+6    | 1:15:06,4  | +3:16,6 | Niemcy    | [ 95 ]  |
| 7       | 6 grudnia   | 2009 | Östersund          | Sztafeta 4 × 6 km | Krystyna Pałka Magdalena Gwizdoń Weronika Nowakowska-Ziemniak Agnieszka Grzybek | 0+3 2+6    | 1:14:14,5  | +3:22,0 | Niemcy    | [ 97 ]  |
| 6       | 13 grudnia  | 2009 | Hochfilzen         | Sztafeta 4 × 6 km | Krystyna Pałka Magdalena Gwizdoń Weronika Nowakowska-Ziemniak Agnieszka Grzybek | 0+5 0+7    | 1:16:03,1  | +2:26,1 | Rosja     | [ 99 ]  |
| 8       | 11 grudnia  | 2010 | Hochfilzen         | Sztafeta 4 × 6 km | Paulina Bobak Weronika Nowakowska-Ziemniak Magdalena Gwizdoń Agnieszka Cyl      | 0+0 0+3    | 1:20:18,9  | +3:56,4 | Niemcy    | [ 101 ] |
| 7       | 6 stycznia  | 2011 | Oberhof            | Sztafeta 4 × 6 km | Paulina Bobak Magdalena Gwizdoń Monika Hojnisz Agnieszka Cyl                    | 0+3 1+7    | 1:21:25,2  | +3:32,1 | Szwecja   | [ 103 ] |
| 4       | 11 grudnia  | 2011 | Hochfilzen         | Sztafeta 4 × 6 km | Krystyna Pałka Weronika Nowakowska-Ziemniak Monika Hojnisz Agnieszka Cyl        | 0+3 0+1    | 1:08:41,5  | +1:28,2 | Norwegia  | [ 105 ] |
| 8       | 21 stycznia | 2012 | Antholz-Anterselva | Sztafeta 4 × 6 km | Krystyna Pałka Weronika Nowakowska-Ziemniak Paulina Bobak Agnieszka Cyl         | 0+3 1+8    | 1:19:27,8  | +2:21,3 | Francja   | [ 107 ] |
| 8       | 9 marca     | 2024 | Soldier Hollow     | Sztafeta 4 × 6 km | Natalia Sidorowicz Kamila Żuk Anna Mąka Joanna Jakieła                          | 0+5 0+2    | 1:06:37,0  | +2:21,5 | Norwegia  | [ 109 ] |
| 6       | 1 grudnia   | 2024 | Kontiolahti        | Sztafeta 4 × 6 km | Natalia Sidorowicz Kamila Żuk Anna Mąka Joanna Jakieła                          | 0+2 1+8    | 1:19:41,3  | +2:32,3 | Szwecja   | [ 111 ] |

### Mężczyźni

#### Starty Polaków w sztafetach naigrzyskach olimpijskich
| Miejsce | Dzień     | Rok  | Miejscowość        | Konkurencja           | Skład                                                                 | Strzelanie    | Czas biegu | Strata   | Zwycięzca | Źr.     |
| ------- | --------- | ---- | ------------------ | --------------------- | --------------------------------------------------------------------- | ------------- | ---------- | -------- | --------- | ------- |
| 4       | 15 lutego | 1968 | Grenoble           | Sztafeta (4 × 7,5 km) | Józef Różak Andrzej Fiedor Stanisław Łukaszczyk Stanisław Szczepaniak | 4 rundy karne | 2:20:19,6  | +7:17,2  | ZSRR      | [ 113 ] |
| 7       | 11 lutego | 1972 | Sapporo            | Sztafeta (4 × 7,5 km) | Józef Różak Józef Stopka Andrzej Rapacz Aleksander Klima              | 4 r. k.       | 1:58:09,9  | +6:25,0  | ZSRR      | [ 115 ] |
| 12      | 13 lutego | 1976 | Innsbruck          | Sztafeta (4 × 7,5 km) | Jan Szpunar Andrzej Rapacz Ludwik Zięba Wojciech Truchan              | 9 r. k.       | 2:11:46,5  | +13:51,9 | ZSRR      | [ 117 ] |
| 9       | 16 lutego | 1992 | Albertville        | Sztafeta (4 × 7,5 km) | Dariusz Kozłowski Jan Ziemianin Jan Wojtas Krzysztof Sosna            | 0+0 0+0       | 1:27:56,7  | +3:13,2  | Niemcy    | [ 119 ] |
| 8       | 26 lutego | 1994 | Lillehammer        | Sztafeta (4 × 7,5 km) | Tomasz Sikora Jan Ziemianin Wiesław Ziemianin Jan Wojtas              | 0+0 0+0       | 1:33:49,3  | +3:27,2  | Niemcy    | [ 121 ] |
| 5       | 21 lutego | 1988 | Nagano             | Sztafeta (4 × 7,5 km) | Wiesław Ziemianin Tomasz Sikora Jan Ziemianin Wojciech Kozub          | 0+2 0+6       | 1:24:09,8  | +2:33,6  | Niemcy    | [ 123 ] |
| 9       | 20 lutego | 2002 | Salt Lake City     | Sztafeta (4 × 7,5 km) | Wiesław Ziemianin Wojciech Kozub Krzysztof Topór Tomasz Sikora        | 1+3 0+4       | 1:27:35,4  | +3:53,1  | Norwegia  | [ 125 ] |
| 13      | 21 lutego | 2006 | Cesana San Sicario | Sztafeta (4 × 7,5 km) | Wiesław Ziemianin Tomasz Sikora Michał Piecha Krzysztof Pływaczyk     | 0+5 2+5       | 1:26:57,0  | 5:05,5   | Niemcy    | [ 127 ] |
| 19      | 22 lutego | 2014 | Soczi              | Sztafeta (4 × 7,5 km) | Krzysztof Pływaczyk Łukasz Szczurek Łukasz Słonina Rafał Lepel        | 1+7 1+5       | LAP        | LAP      | Rosja     | [ 129 ] |

#### Starty Polaków w sztafetach namistrzostwach świata
| Miejsce | Dzień     | Rok  | Miejscowość          | Konkurencja           | Skład                                                       | Strzelanie | Czas biegu | Strata  | Zwycięzca | Źr.     |
| ------- | --------- | ---- | -------------------- | --------------------- | ----------------------------------------------------------- | ---------- | ---------- | ------- | --------- | ------- |
| 9       | 17 lutego | 2024 | Nové Město na Moravě | Sztafeta (4 × 7,5 km) | Konrad Badacz Andrzej Nędza-Kubiniec Jan Guńka Marcin Zawół | 0+2 0+5    | 1:19:26,0  | +3:03,4 | Szwecja   | [ 131 ] |
| 16      | 22 lutego | 2025 | Lenzerheide          | Sztafeta (4 × 7,5 km) | Konrad Badacz Jan Guńka Fabian Suchodolski Marcin Zawół     | 0+4 0+7    | 1:25:51,0  | +7:32,9 | Norwegia  | [ 133 ] |

#### Miejsca Polaków w czołowej „8” w sztafetach wPucharze Świata
| Miejsce | Dzień       | Rok  | Miejscowość | Konkurencja           | Skład                                                           | Strzelanie | Czas biegu | Strata  | Zwycięzca | Źr.     |
| ------- | ----------- | ---- | ----------- | --------------------- | --------------------------------------------------------------- | ---------- | ---------- | ------- | --------- | ------- |
| 6       | 15 stycznia | 2004 | Ruhpolding  | Sztafeta (4 × 7,5 km) | Michał Piecha Wiesław Ziemianin Tomasz Sikora Grzegorz Bodziana | 0+7 2+10   | 1:47:07,2  | +3:23,5 | Białoruś  | [ 135 ] |

### Konkurencje mieszane

#### Starty Polaków w sztafecie mieszanej namistrzostwach świata
| Miejsce | Dzień     | Rok  | Miejscowość     | Konkurencja                               | Skład                                                                            | Strzelanie | Czas biegu | Strata  | Zwycięzca | Źr.     |
| ------- | --------- | ---- | --------------- | ----------------------------------------- | -------------------------------------------------------------------------------- | ---------- | ---------- | ------- | --------- | ------- |
| 8       | 20 marca  | 2005 | Chanty-Mansyjsk | Sztafeta mieszana (4 × 6 km)              | Krystyna Pałka Magdalena Gwizdoń Wiesław Ziemianin Tomasz Sikora                 | 0+5 0+4    | 1:14:47,1  | +1:23,0 | Rosja     | [ 137 ] |
| 8       | 12 marca  | 2006 | Pokljuka        | Sztafeta mieszana (4 × 6 km)              | Krystyna Pałka Wiesław Ziemianin Magdalena Gwizdoń Tomasz Sikora                 | 2+7 1+11   | 1:21:20,1  | +4:55,3 | Rosja     | [ 140 ] |
| 15      | 12 marca  | 2006 | Pokljuka        | Sztafeta mieszana (4 × 6 km)              | Magdalena Nykiel Grzegorz Bodziana Katarzyna Ponikwia Krzysztof Pływaczyk        | 1+7 1+7    | 1:23:13,3  | +6:48,5 | Rosja     | [ 140 ] |
| 10      | 8 lutego  | 2007 | Anterselva      | Sztafeta mieszana (2 × 6 km + 2 × 7,5 km) | Krystyna Pałka Magdalena Gwizdoń Krzysztof Pływaczyk Tomasz Sikora               | 0+5 0+5    | 1:23:29,1  | +3:24,4 | Szwecja   | [ 142 ] |
| 6       | 12 lutego | 2008 | Östersund       | Sztafeta mieszana (2 × 6 km + 2 × 7,5 km) | Krystyna Pałka Magdalena Gwizdoń Krzysztof Pływaczyk Tomasz Sikora               | 0+3 1+6    | 1:14:05,0  | +1:44,5 | Niemcy    | [ 144 ] |
| 8       | 19 lutego | 2009 | Pjongczang      | Sztafeta mieszana (2 × 6 km + 2 × 7,5 km) | Agnieszka Grzybek Weronika Nowakowska-Ziemniak Krzysztof Pływaczyk Tomasz Sikora | 0+4 0+3    | 1:12:06,2  | +1:36,2 | Francja   | [ 146 ] |

#### Miejsca Polaków w czołowej "8" w sztafecie mieszanej wPucharze Świata
| Miejsce | Dzień      | Rok  | Miejscowość  | Konkurencja                               | Skład                                                                        | Strzelanie | Czas biegu | Strata  | Zwycięzca | Źr.             |
| ------- | ---------- | ---- | ------------ | ----------------------------------------- | ---------------------------------------------------------------------------- | ---------- | ---------- | ------- | --------- | --------------- |
| 5       | 2 marca    | 2008 | Pjongczang   | Sztafeta mieszana (2 × 6 km + 2 × 7,5 km) | Krystyna Pałka Magdalena Gwizdoń Krzysztof Pływaczyk Tomasz Sikora           | 0+5 1+6    | 1:13:56,1  | +16,8   | Norwegia  | [ 148 ]         |
| 7       | 5 lutego   | 2011 | Presque Isle | Sztafeta mieszana (2 × 6 km + 2 × 7,5 km) | Agnieszka Grzybek Weronika Nowakowska-Ziemniak Tomasz Sikora Łukasz Szczurek | 0+6 1+9    | 1:16:43,8  | +3:12,2 | Niemcy    | [ 150 ] [ 151 ] |
| 8       | 8 stycznia | 2023 | Pokljuka     | Sztafeta mieszana (4 × 7,5 km)            | Jan Guńka Marcin Zawół Kamila Żuk Joanna Jakieła                             | 0+3 0+2    | 1:23:12,0  | +3:23,1 | Francja   | [ 153 ]         |

## Osiągnięcia indywidualne

### Mężczyźni

#### Miejsca Polaków w czołowej „10”mistrzostw świata juniorów
| Miejsce | Nazwisko, imię     | Dzień     | Rok  | Miejscowość | Konkurencja             | Strzelanie | Czas biegu | Strata  | Zwycięzca         | Źr.     |
| ------- | ------------------ | --------- | ---- | ----------- | ----------------------- | ---------- | ---------- | ------- | ----------------- | ------- |
| 9       | Łukasz Matysek     | 2 lutego  | 2002 | Ridnaun     | Bieg indywidualny 15 km | 0 1 0 0    | 43:28,9    | +1:16,5 | Simon Eder        | [ 154 ] |
| 8       | Przemysław Pancerz | 1 marca   | 2018 | Otepää      | Bieg indywidualny 15 km | 1 0 1 0    | 43:42,9    | +1:54,4 | Igor Malinovskii  | [ 155 ] |
| 8       | Jan Guńka          | 6 marca   | 2023 | Szczuczyńsk | Bieg indywidualny 15 km | 1 2 1 1    | 44:56,2    | +1:43,9 | Benjamin Menz     | [ 156 ] |
| 2       | Jan Guńka          | 11 marca  | 2023 | Szczuczyńsk | Sprint 10 km            | 0 0        | 24:14,3    | +35,4   | Campbell Wright   | [ 157 ] |
| 3       | Jan Guńka          | 25 lutego | 2024 | Otepää      | Bieg indywidualny 15 km | 1 0 0 0    | 40:06,6    | +15,3   | Leonhard Pfund    | [ 158 ] |
| 7       | Marcin Zawół       | 12 marca  | 2024 | Otepää      | Bieg pościgowy 12,5 km  | 0 0 0 1    | 34:46,0    | +1:38,4 | Martin Nevland    | [ 159 ] |
| 7       | Konrad Badacz      | 25 lutego | 2024 | Otepää      | Bieg indywidualny 15 km | 0 1 1 1    | 41:47,3    | +1:55,9 | Leonhard Pfund    | [ 158 ] |
| 2       | Jan Guńka          | 28 lutego | 2024 | Otepää      | Sprint 10 km            | 0 0        | 24:12,4    | +10,6   | Isak Frey         | [ 160 ] |
| 7       | Konrad Badacz      | 28 lutego | 2024 | Otepää      | Sprint 10 km            | 0 2        | 24:52,4    | +50,6   | Isak Frey         | [ 160 ] |
| 5       | Konrad Badacz      | 29 lutego | 2024 | Otepää      | Mass start 60 12 km     | 1 0 0 1    | 33:34,3    | +49,7   | Sivert Gerhardsen | [ 161 ] |
| 8       | Jan Guńka          | 29 lutego | 2024 | Otepää      | Mass start 60 12 km     | 0 1 1 0    | 33:49,1    | +1:04,5 | Sivert Gerhardsen | [ 161 ] |

#### Miejsca Polaków w czołowej „10”mistrzostw Europy juniorów
| Miejsce | Nazwisko, imię     | Dzień       | Rok  | Miejscowość | Konkurencja             | Strzelanie | Czas biegu | Strata | Zwycięzca       | Źr.     |
| ------- | ------------------ | ----------- | ---- | ----------- | ----------------------- | ---------- | ---------- | ------ | --------------- | ------- |
| 3       | Jan Guńka          | 23 stycznia | 2022 | Pokljuka    | Bieg pościgowy 12,5 km  | 0 1 0 1    | 35:17,0    | +48,7  | Paul Fontaine   | [ 162 ] |
| 3       | Konrad Badacz      | 18 lutego   | 2023 | Madona      | Sprint 10 km            | 0 0        | 28:30,0    | +42,5  | Nicolo Betemps  | [ 163 ] |
| 5       | Fabian Suchodolski | 18 lutego   | 2023 | Madona      | Sprint 10 km            | 0 1        | 28:46,5    | +59,0  | Nicolo Betemps  | [ 163 ] |
| 2       | Marcin Zawół       | 10 lutego   | 2024 | Jakuszyce   | Sprint 10 km            | 1 1        | 32:45,6    | +29,3  | Arttu Heikkinen | [ 164 ] |
| 1       | Grzegorz Galica    | 22 stycznia | 2025 | Altenberg   | Bieg indywidualny 15 km | 1 1 0 0    | 41:35,7    | -      | Grzegorz Galica | [ 165 ] |
| 7       | Grzegorz Galica    | 25 stycznia | 2025 | Altenberg   | Sprint 10 km            | 0 3        | 28:11,2    | +28,9  | Fabian Kaskel   | [ 166 ] |
| 1       | Grzegorz Galica    | 26 stycznia | 2025 | Altenberg   | Mass start 60 12 km     | 1 0 2 0    | 35:02,4    | -      | Grzegorz Galica | [ 167 ] |

## Zdobywcy punktów Pucharu Świata
| Lp. | Zawodnik               |
| --- | ---------------------- |
| 1.  | Konrad Badacz          |
| 2.  | Grzegorz Bodziana      |
| 3.  | Jan Guńka              |
| 4.  | Grzegorz Guzik         |
| 5.  | Wojciech Kozub         |
| 6.  | Andrzej Nędza-Kubiniec |
| 7.  | Michał Piecha          |
| 8.  | Krzysztof Pływaczyk    |
| 9.  | Tomasz Sikora          |
| 10. | Fabian Suchodolski     |
| 11. | Łukasz Szczurek        |
| 12. | Krzysztof Topór        |
| 13. | Jan Ziemianin          |
| 14. | Wiesław Ziemianin      |

| Lp. | Zawodniczka            |
| --- | ---------------------- |
| 1.  | Paulina Bobak          |
| 2.  | Agnieszka Cyl          |
| 3.  | Magdalena Grzywa       |
| 4.  | Krystyna Guzik         |
| 5.  | Halina Guńka           |
| 6.  | Magdalena Gwizdoń      |
| 7.  | Monika Hojnisz-Staręga |
| 8.  | Joanna Jakieła         |
| 9.  | Anna Mąka              |
| 10. | Helena Mikołajczyk     |
| 11. | Weronika Nowakowska    |
| 12. | Magdalena Nykiel       |
| 13. | Halina Pitoń           |
| 14. | Karolina Pitoń         |
| 15. | Katarzyna Ponikwia     |
| 16. | Małgorzata Ruchała     |
| 17. | Natalia Sidorowicz     |
| 18. | Aldona Sobczyk         |
| 19. | Anna Stera-Kustusz     |
| 20. | Agata Suszka           |
| 21. | Angelika Szrubianiec   |
| 22. | Patrycja Szymura       |
| 23. | Tiffany Tyrała         |
| 24. | Kinga Zbylut           |
| 25. | Kamila Żuk             |

## Trenerzy reprezentacji

### Reprezentacja mężczyzn
| Trener                                                   | Od                         | Do                           |
| -------------------------------------------------------- | -------------------------- | ---------------------------- |
| Stanisław Zięba                                          | 1957                       | 1980                         |
| Aleksander Wierietielny                                  | 1987                       | 1998                         |
| Roman Bondaruk                                           | maj 2002                   | 2010                         |
| Jon Arne Enevoldsen                                      | 2010                       | 31 stycznia 2011             |
| Tomasz Sikora                                            | 26 stycznia 2011           | 2011                         |
| Adam Kołodziejczyk + Andrzej Koziński + Nikołaj Panitkin | 2011 27 kwietnia 2011 2011 | 2014 2012                    |
| Nikołaj Panitkin                                         | 2014                       | 2015                         |
| Adam Kołodziejczyk + Tomasz Sikora                       | 2015 27 kwietnia 2015?     | 22 lutego 2017 kwiecień 2017 |
| Nikołaj Panitkin                                         | kwiecień 2017              | 2018                         |
| Adam Kołodziejczyk                                       | sierpień 2018              | 22 kwietnia 2020             |
| Anders Bratli                                            | 27 kwietnia 2020           | 13 marca 2021                |
| Adam Kołodziejczyk                                       | 13 marca 2021              | 31 marca 2022                |
| Rafał Lepel                                              | 20 lutego 2022             | 30 kwietnia 2025             |
| Uroš Velepec                                             | 1 maja 2025                | obecnie                      |

### Reprezentacja kobiet
| Trener                                                | Od                                                 | Do                                |
| ----------------------------------------------------- | -------------------------------------------------- | --------------------------------- |
| Tadeusz Jankowski + Aleksandr Kurakin                 | 1988 1992                                          | marzec 1994                       |
| Aleksandr Priwałow                                    | lipiec 1994                                        | kwiecień 1998                     |
| Jerzy Szyda                                           | 1998                                               | 1999                              |
| Nadija Biełowa                                        | 2002                                               | 2010                              |
| Jon Arne Enevoldsen                                   | 2010                                               | 31 stycznia 2011                  |
| Adam Kołodziejczyk + Andrzej Koziński + Tomasz Sikora | 26 stycznia 2011 27 kwietnia 2011 27 kwietnia 2015 | 22 lutego 2017 2014 kwiecień 2017 |
| Tobias Torgersen                                      | 20 kwietnia 2017                                   | kwiecień 2018                     |
| Nadija Biełowa                                        | kwiecień 2018                                      | 31 maja 2019                      |
| Michael Greis                                         | 1 czerwca 2019                                     | 13 marca 2021                     |
| Adam Kołodziejczyk                                    | 13 marca 2021                                      | 31 marca 2022                     |
| Tobias Torgersen                                      | 1 kwietnia 2022                                    | obecnie                           |